# Termoparell
El termoparell o parell termoelèctric és la unió de dos materials conductors amb diferent composició metal·lúrgica. El termoparell genera una força electromotriu (FEM) que depèn de la diferència de temperatura de la unió calenta (o de mesura) i la unió freda (o de referència), així com de la composició del termoparell. Els termoparells són utilitzats com a sensors de temperatura, en sectors tan diversos com ara l'automoció, la indústria aeroespacial, la biotecnologia o l'electrònica.
Normalment es trien els termoparells per aquelles aplicacions en què les temperatures siguin superiors a 400 °C, quan calgui un temps de resposta ràpid, quan calgui un termòmetre molt petit o prim, o bé quan s'esperen xocs o vibracions. Són econòmics, intercanviables, tenen conductors estàndard i són capaços de mesurar un ampli interval de temperatures. La seva limitació principal és l'exactitud, ja que els errors del sistema inferior a un grau Celsius són difícils d'obtenir.
Un grup de termoparells connectats en sèrie s'anomena termopila. Tant els termoparells com les termopiles s'utilitzen sobretot en aplicacions de calefacció i gas.

## Funcionament
Quan s'escalfa la unió calenta es produeix una transferència d'electrons d'un metall a l'altre. Si es connecten els extrems no units a un circuit extern, hi circularà un corrent continu que serà més gran com més ho sigui el gradient entre la unió freda i la calenta. Així, un termoparell no mesura temperatures absolutes, sinó que permet mesurar la diferència de temperatura relativa entre l'extrem fred i l'extrem calent. O com un dispositiu format per un parell de conductors diferents units per un extrem, que transforma l'energia tèrmica en energia elèctrica.
El seu funcionament està directament relacionat amb algunes lleis termoelèctriques:
- Efecte Volta
- Efecte Seebeck
- Efecte Thomson
- Llei de les temperatures intermèdies
- Llei dels metalls intermedis

### Compensació per unió freda
En general, la temperatura de la unió freda és detectada per un termistor de precisió en contacte amb els connectors de sortida de l'instrument de mesura. Aquesta segona lectura de temperatura, juntament amb la lectura del termoparell és emprada per l'instrument de mesura per a calcular la temperatura vertadera en l'extrem del termoparell. Per aplicacions menys crítiques, la compensació per unió freda es realitza mitjançant un sensor de temperatura semiconductor. En combinar el senyal d'aquest semiconductor amb el senyal del termoparell, la lectura correcta es pot obtenir sense la necessitat d'enregistrar dues temperatures. Qualsevol error en l'amidament de la temperatura de la unió freda es tradueix en l'error de la temperatura mesurada en l'extrem del termoparell.
Per a triar els materials que formen el termoparell convé que la FEM associada a l'efecte Seebeck sigui la major possible i la provocada per l'efecte Thomson sigui mínima o nul·la.

### Linealització
A més de la compensació per unió freda, l'instrument de mesura haurà de compensar el fet que la FEM generada pel termoparell és una funció no lineal de la temperatura. Aquesta dependència s'aproxima habitualment per un polinomi (de 5è a 9è ordre depenent del tipus de termoparell). Els mètodes analògics de linealització són usats en termoparells de baix cost.

## Tipus de termoparells
Els termoparells estan disponibles com a sondes en diferents modalitats. Aquestes últimes són ideals per diverses aplicacions de mesura, per exemple, en la investigació mèdica, sensors de temperatura per als aliments, en la indústria i en altres branques de la ciència, etc. En funció del tipus de metalls i aliatges utilitzats, els termoparells presenten uns voltatges generats i uns intervals de temperatures d'ús diferents.
| Tipus | Material       | Interval de temperatures |
| ----- | -------------- | ------------------------ |
| J     | Fe-CuNi        | -40 °C fins +750 °C      |
| K     | NiCr-Ni        | -40 °C fins +1200 °C     |
| N     | NiCrSi-NiSi    | -40 °C fins +1.200 °C    |
| E     | NiCr-CuNi      | -40 °C fins +1.200 °C    |
| T     | Cu-CuNi        | -200 °C fins a 0 °C      |
| S     | Pt10%Rh-Pt     | 0 °C fins +1.600 °C      |
| R     | Pt13%Rh-Pt     | 0 °C fins +1.600 °C      |
| B     | Pt30%Rh-Pt6%Rh | +600 °C fins +1.700 °C   |
| L     | Fe-CuNi        | +50 °C fins +900 °C      |
| U     | Cu-CuNi        | +50 °C fins +600 °C      |

Generalment es treballa amb dues classes de precisió:
- Classe limitada
- Classe estàndard

## Funcionament
Quan es solden dos conductors de diferents materials A i B, l'extrem soldat és sotmès a una temperatura diferent els extrems lliures, es produeix entre aquests últims una petita diferència de voltatge que és característica del parell soldat. Aquest parell soldat es coneix com a termoparell i l'efecte que produeix aquest voltatge es diu efecte Peltier. Aquest conductors poden ser metalls purs o aliats. Un termoparell és un dispositiu capaç de convertir l'energia calorífica en energia elèctrica, el seu funcionament es basa en els descobriments fets per Seebeck el 1821 quan va fer circular corrent elèctric en un circuit, format per dos diferents les unions dels quals es mantenien a diferents temperatures, aquesta circulació de corrent obeeix a dos efectes termoelèctrics combinats, l'efecte Peltier provoca l'alliberament o absorció de calor en la unió de dos metalls diferents quan un corrent circula a través de la unió i l'efecte Thomson que consisteix en l'alliberació o absorció de calor quan un corrent circula a través d'un metall homogeni en el qual existeix un gradient de temperatures. És a dir, la força electromotriu és proporcional a la temperatura obtinguda en la unió tèrmica, així mateix si es resta l'escalfament, que és proporcional al quadrat del corrent, queda un romanent de temperatura que en un sentit de circulació del corrent és positiu i en l'altre és negatiu. L'efecte depèn dels metalls que formen la unió. La combinació dels efectes Peltier i Thompson, és la causa de la circulació de corrent en tancar el circuit en el termoparell. Aquest corrent pot escalfar el termoparell i afectar la precisió en la mesura de la temperatura, cosa que fa que durant la mesura ha de fer-se mínim el seu valor.

## Lleis
Estudis realitzats sobre el comportament de termoparells han permès establir tres lleis fonamentals:
1. Llei del circuit homogeni. En un conductor metàl·lic homogeni no pot sostenir-se la circulació d'un corrent elèctric per l'aplicació exclusiva de calor.
2. Llei dels dos metalls intermedis. Si en un circuit de diversos conductors la temperatura és uniforme des d'un punt de vista de soldadura “A” a un altre “B”, la suma algebraica de totes les forces electromotrius és totalment independent dels conductors metàl·lics intermedis i és la mateixa que si es posés en contacte directe “A” i “B”.
3. Llei de les temperatures successives. La FEM. generada per un termoparell amb les seves unions a les temperatures T1 i T3 és la suma algebraica de la FEM del termoparell amb les unions a T1 i T2 i de la FEM del mateix termoparell amb les seves unions a les temperatures T2 i T3.

Per aquestes lleis es fa evident que en el circuit es desenvolupa una petita tensió continua proporcional a la temperatura de la unió de mesura, sempre que hi hagi una diferència de temperatures amb la unió de referència. Els valors d'aquesta FEM estan tabulats en taules de conversió amb la unió de referència a 0°C.

## Precaucions en utilitzar termoparells
Els problemes més habituals que s'han de tenir en compte a l'hora de fer una mesura amb un termoparell són: la resistència de la guia, el voltatge en mode comú, el descalibratge, problemes de connexió i els sorolls ambientals.

### Resistència de la guia
Per minimitzar la desviació tèrmica i millorar els temps de resposta, els termoparells es troben integrats amb cables prims. Això pot provocar que els termoparells tinguin una alta resistència, que pot fer que sigui sensible al soroll i produir errors degut a la resistència de l'instrument de mesura.

### Voltatge en mode comú
Tot i que els senyals del termoparell són molt petits, a la sortida de l'instrument de mesura apareixen voltatges majors. Aquests voltatges poden ser causats tant per una recepció inductiva o per les unions a connexions terrestres.

### Descalibratge
El descalibratge és el procés d'alterar accidentalment la conformació del cable del termoparell. La causa més comuna és la difusió de partícules atmosfèriques en el metall als extrems de la temperatura d'operació. Altres causes són les impureses i els químics de l'aïllant difonent-se en el cable del termoparell. Si s'opera a temperatures elevades, s'han de revisar les especificacions de l'aïllant de la sonda. Tingueu en compte que un dels criteris per calibrar un instrument de mesura és que el patró ha de ser pel capbaix 10 vegades més precís que l'instrument a calibrar.

### Problemes de connexió
La majoria dels errors de mesura són causats per unions no intencionals del termoparell. S'ha de tenir en compte que qualsevol contacte entre dos metalls diferents crearà una unió. Si el que es vol és augmentar la longitud de les guies, s'ha d'usar el tipus correcte del cable d'extensió. Així per exemple, el tipus K correspon al termoparell K. En utilitzar un altre tipus s'introduirà una unió termoparell. Qualsevol que sigui el connector emprat ha d'estar fet del material termoparell correcte i la seva polaritat ha de ser l'adequada. El més correcte és emprar connectors comercials del mateix tipus que el termoparell per evitar problemes.

### Sorolls ambientals
La sortida d'un termoparell és un petit senyal, així que és susceptible d'error pel soroll elèctric. La majoria dels instruments de mesura rebutgen qualsevol manera de soroll (senyals que estan en el mateix cable o en ambdós) així que el soroll pot ser minimitzat en retorçar els cables per assegurar-se que ambdós recullen el mateix senyal de soroll. Si s'opera en un ambient extremadament sorollós (Ex.: prop d'un gran motor), és necessari considerar usar un cable d'extensió protegit. Si se sospita de la recepció de soroll, primer s'han d'apagar tots els equips sospitosos i comprovar si les lectures canvien. Tanmateix, la solució més lògica és dissenyar un filtre passabaix (resistència i condensador en sèrie), ja que és poc probable que la freqüència del soroll (per exemple d'un motor) sigui menor a la freqüència amb què oscil·la la temperatura